# Raf. Ramstedt sjunger en sjömansvisa
Raf. Ramstedt sjunger en sjömansvisa (finska: Raf. Ramstedt laulaa merimieslaulun) är en finländsk kortfilm från 1929, regisserad av Yrjö Norta. Filmen var en av de första ljudfilmerna som producerades i Finland.
I filmen sjunger Rafael Ramstedt den egna sjömansvisan "Mun kehtoni on keinuellut" Filmen producerades av Lahyn-Filmi i Åbo. Ljudet framkallades genom playback-teknik via en grammofonskiva.